# Velocidad, desecho y metal
Velocidad, desecho y metal es el primer demo de la banda mexicana de Thrash/Death metal Transmetal lanzado en el año de 1987.

## Lista de canciones
1. Intro 	01:04
2. Rostro Maligno 	04:13
3. Castigo del Creador 	03:21
4. Enviado del Infierno 	03:45
5. Fuerza Invisible 	03:10
6. La Horca 	04:17
7. Tiburón de Metal 	03:45
8. El Enterrador 	04:09
9. Transmetal 	02:09